# August Wilhelm von Leipziger
August Wilhelm von Leipziger (* 30. Oktober 1764 in Glogau; † 29. April 1829 in Posen) war hauptsächlich ein militärischer Schriftsteller, preußischer Kapitän im Regiment von Wolfframsdorff, seit 1794 Generaladjudant des Generalfeldmarschalls von Möllendorf, 1797–1801 Staatsgefangener in der Festung Graudenz.

## Leben
Er stammte aus dem sächsischen Adelsgeschlecht Leipzig. Leipziger stiftete zusammen mit Ignaz Aurel Feßler 1792 den freimaurerischen Geheimbund „Evergeten“ (griech. Wohltäter), in dem er den Ordensnamen „Charondas“ führte. Der Bund der Evergeten  war eine aufklärerische Geheimloge und ein Freidenkerbund gegen den Staat gerichtet, wie er sich unter dem Preußen Friedrich Wilhelms des II. darstellte. In einer von Leipziger gegründeten Lesegesellschaft lernten sich Feßler und Leipziger kennen und berieten schon 1791, ob man nicht eine Gesellschaft gründen konnte, die zum Wohle der Menschheit arbeite und die wirksamer sei, als die Freimaurerei.
Der Evergetenbund mit rund 10 Mitgliedern löste sich 1795 wieder auf und Leipziger wurde wegen „Verleitung der Untertanen zu Aufruhr und Empörung“ von einem Militärgericht zu lebenslanger Haft verurteilt. Erst nach einem Thronwechsel wurde er begnadigt.
August Wilhelm von Leipziger war in erster Ehe mit Marie Auguste von Wolfframsdorff verheiratet, der Tochter des Generalleutnants Adam Heinrich von Wolfframsdorff. Mit ihr hatte er zwei Töchter, Henriette Leopoldine Idalie und Auguste Mathilde Franziska, die Wilhelm Johann Egmont von Grandville heiratete. In zweiter Ehe war er mit Wilhelmine Friederike Sophie von Steinwehr verheiratet, mit der er den Sohn Hermann Heinrich Friedrich von Leipziger auf Gut Pietronke hatte.

## Werke
- Vom Geist der National-Oekonomie und Staatswirthschaft (erschienen: Berlin, Schmidt, 1813)
- Für National-Repräsentanten, Geschäftsmänner, und die, die es werden wollen (1813)
- Ideal einer stehenden Armee im Geiste der Zeit (1808) (erschienen Breslau, b. Gutsch)
- Dumourier im Jahre 1792: Ueberblick der politischen und militairischen Ereignisse dieser Zeit, 1796.
- Kritische Beleuchtung der Lindenauischen Bemerkungen über die höhere preußische Taktik
- Magazin der neusten merkwürdigen Kriegsbegebenheiten. 1793-1796.
- Vernunft- und Mode-Schwärmerey, oder die Magnetisten; ein Familiengemälde in 4 Aufzügen
- Liebe und Philosophie, ein komisches Singspiel, Glogau 1788